# Роккафорте-Мондові
Роккафорте-Мондові (італ. Roccaforte Mondovì, п'єм. Rocafòrt) — муніципалітет в Італії, у регіоні П'ємонт,  провінція Кунео.
Роккафорте-Мондові розташоване на відстані близько 470 км на північний захід від Рима, 85 км на південь від Турина, 18 км на південний схід від Кунео.
Населення — 2081 особа (2014).
Щорічний фестиваль відбувається 22 вересня. Покровитель — San Maurizio.

## Демографія
Населення за роками:

Станом на 1 січня 2023 року в муніципалітеті офіційно проживали 163 іноземці з 30 країн, серед них 73 громадяни країн Євросоюзу.

## Сусідні муніципалітети
- Брига-Альта
- К'юза-ді-Пезіо
- Фрабоза-Соттана
- Мальяно-Альпі
- Ормеа
- П'янфеї
- Вілланова-Мондові